# Luizinho (futebolista, 1930)
Luis Trochillo (São Paulo, 7 de março de 1930 – São Paulo, 17 de janeiro de 1998), mais conhecido como Luizinho ou Pequeno Polegar, foi um futebolista brasileiro que atuou como meia-atacante. É ídolo e o terceiro jogador que mais vezes vestiu a camisa do Corinthians na história.

## Carreira
Seu pai, Gabriel Luis Trochillo (originalmente Trujillo) era filho de espanhóis e sua mãe, Margarita Bastarrica, era natural de Álava, iniciou sua carreira profissional no juvenil do Corinthians em 1943.
Bem antes disso já jogava bola no Cachoeira Futebol Clube (clube da várzea paulistana fundado pelo seu pai, e sediado no bairro do Brás). Pouco depois Luizinho trocou o clube da família para jogar no Clube Atlético Recreativo Maria Zélia (outro tradicional clube da várzea paulistana, sediado na Vila Operária Maria Zélia) que prometeu levar o jovem craque para o tradicional Corinthians.
Do Maria Zélia foi levado para o Corinthians por Dante Pietrobon (irmão do Valussi, ex-jogador do Corinthians) que o levou para a equipe profissional do Corinthians  em 1949. Fez parte da equipe corintiana que marcou mais de 100 gols no início dos anos 50, recorde que persiste até hoje. Luizinho "Pequeno Polegar" fazia parte do trio de grande sucesso no Futebol Paulista junto com Cláudio, "O Gerente", e Baltazar, "O Cabecinha de Ouro". Tido como um dos principais trios ofensivos da história do Corinthians.
Titular absoluto do clube até o início dos anos 60, Luizinho saiu em 1963 para o Juventus-SP, por causa de um desentendimento com o então técnico Sylvio Pirillo. Voltou ao clube alvinegro em 1964, onde encerraria a carreira três anos depois.
Conquistou 21 títulos, entre eles, o Torneio Rio-São Paulo (1950, 1953 e 1954), Campeonato Paulista (1951 e 1952), o Campeonato Paulista do 4º Centenário, em 1954 e a Pequena Taça do Mundo, em 1953.
Mesmo após encerrar a carreira de jogador, Luizinho não se separou do futebol. Continuou ligado ao Corinthians, e por três vezes foi chamado para exercer a função de técnico tampão da equipe, ocasião que percebeu não ter vocação para comandante. Porém jamais se negou a assumir a equipe em momentos difíceis.
Em 1994 foi homenageado pelo Corinthians com um busto seu no jardim do Parque São Jorge, honraria esta que até então fora concedida somente a Neco, o primeiro ídolo do clube.
Em 1996 foi feita outra homenagem ao ídolo: aos 65 anos, Luizinho voltou aos gramados do Pacaembu, atuando por cinco minutos, em um amistoso contra o Coritiba que marcava a estreia do atacante Edmundo no Corinthians, tornando-se assim o jogador mais velho a defender a camisa do Corinthians em campo.

## Seleção Brasileira
Luizinho não teve grandes oportunidades com a seleção brasileira. Mesmo assim O Pequeno Polegar a defendeu em algumas oportunidades como em 1956, quando atuou em um jogo contra a Argentina, sendo, inclusive, o autor do gol da vitória brasileira que de quebra também daria o fim a um tabu de 10 anos sem vitórias brasileiras sobre os argentinos. Acabou sendo preterido da convocação para a Copa do Mundo FIFA de 1958. No total, ele vestiu a camisa da Seleção Brasileira onze vezes marcando um gol apenas.

## Morte
Luizinho morreu em 18 de janeiro de 1998 aos 67 anos, devido a complicações respiratórias.

## Títulos
Corinthians
- Pequena Taça do Mundo: 1953
- Campeonato Paulista: 1951,1952,1954
- Torneio Rio-São Paulo: 1950,1953,1954
- Copa do Atlântico de Clubes: 1956
- Torneio de Brasília: 1958
- Torneio Início do Campeonato Paulista: 1955
- Taça Cidade de São Paulo: 1952
- Taça das Missões: 1953
- Taça Charles Müller: 1954 e 1958
- Taça dos Invictos: 1956 e 1957
- Torneio de Classificação do Campeonato Paulista: 1957
- Troféu Bandeirante: 1954
- Troféu Lourenço Fló Júnior: 1962
- Taça São Paulo de Futebol Juvenil: 1969 (técnico)[9]

Seleção Brasileira
- Taça Bernardo O'Higgins: 1955
- Taça Oswaldo Cruz: 1955
- Copa Atlântica: 1956
- Copa Roca: 1957